# أرماندو (لاعب كرة قدم)
أرماندو هو لاعب كرة قدم برتغالي، ولد في 9 ديسمبر 1970 في مدينة باكوس دي فيريرا في البرتغال.